# Alíja bint Alí
Alija bint Alí (1911 Mekka, Osmanská říše – 21. prosince 1950 Bagdád, Irácké království) byla rodem hidžázská princezna z dynastie Hášimovců, a jako manželka svého bratrance Ghaziho I. v letech 1934–1939 irácká královna. Po manželově tragické smrti byla až do své smrti královnou-matkou.
Byla druhorozenou dcerou pozdějšího hidžázského krále Alího a jeho ženy Nafissu Khanum. 25. ledna 1934 si v Bagdádu vzala za manžela svého bratrance, iráckého krále Ghaziho I., a měli spolu jediného syna Fajsala, který se stal v roce 1939 králem. Zemřela ve věku 39 let na rakovinu střev.